# Survivor: Borneo
Survivor: Borneo (w Polsce znany jako Ryzykanci lub Robinsonowie) – pierwsza seria amerykańskiego reality show Survivor. Początkowo program był nadawany pod nazwą Survivor, ale został zmieniony na Survivor: Pulau Tiga, by odróżnić go od kolejnych edycji. Później, żeby uniknąć pomyłki z dziesiątym sezonem – Survivor: Palau zmieniono jego nazwę na obecną.
Program był nagrywany od 13 marca do 20 kwietnia 2000 roku na wyspie Pulau Tiga u wybrzeży Borneo w Malezji, a 31 maja rozpoczęto jego emisję w telewizji CBS. W Polsce nadawany był przez TVP2, TVP3 oraz AXN.
23 sierpnia 2000 r. finałowy odcinek oglądało w USA około 51 milionów widzów, a 125 milionów widziało przynajmniej jakąś jego część. Richard Hatch, Jenna Lewis, Rudy Boesch, Susan Hawk i Colleen Haskell zostali jeszcze zaproszeni do uczestnictwa w ósmym sezonie programu – Survivor: All-Stars.

## Streszczenie
Szesnastu uczestników zostało podzielonych na plemiona Pagong i Tagi. Jednej grupie zaczął przewodzić Rudy, a drugiej B.B. W pierwszych konkursach górą byli Pagong, jednak ich wewnętrzne konflikty i mobilizacja Tagi wyrównały grę. W obu grupach zaczęto się też pozbywać osób, które uznawano za najsłabsze. Rich, Kelly, Sue i Rudy zawiązali w Tagi silny sojusz, który pomógł im dotrwać do połączenia plemion, podczas gdy członkowie Pagong zdali się na przywództwo Gretchen.
Po połączeniu powstało plemię Rattana, które zamieszkało w obozie Tagi. Chociaż obie grupy miały początkowo taką samą liczbę osób, to niezorganizowane plemię Pagong, podczas pierwszej wspólnej Rady Plemienia, rozdrobniło swoje głosy i straciło szansę na zdobycie przewagi. Tagi tymczasem wyeliminowali ich liderkę i zdobyli przewagę liczebną, po czym systematycznie usuwali kolejnych członków Pagong. Po odejściu Colleen w sojuszu zaczęły się kłótnie, z powodu Kelly, która się wyłamała i postanowiła głosować inaczej. Grupa usiłowała się jej pozbyć, ale ta wygrała trzy konkursy o immunitet z rzędu, a z gry odpadli kolejno Sean, Sue i Rudy. Kelly wspólnie z Richardem weszli do finału.
Podczas finałowej Rady Plemienia sędziowie zdecydowali, że zwycięstwo należy się Richardowi, choć otrzymał on zaledwie jeden głos więcej niż Kelly.

## Uczestnicy
Szesnastu uczestników zostało podzielonych na dwa plemiona, Pagong i Tagi. Po wyeliminowaniu sześciu osób, obie grupy zostały połączone i utworzyły plemię Rattana. Siedem kolejnych osób, które odpadły utworzyło skład sędziowski, który wyłonił zwycięzcę.

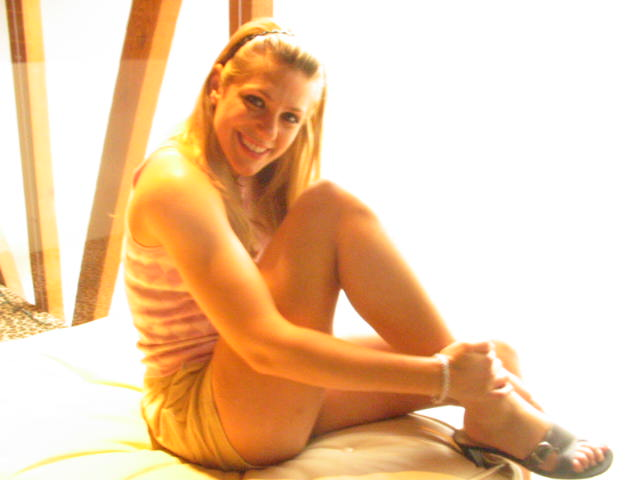
Jenna Lewis odpadła z gry jako dziewiąta i została drugim sędzią

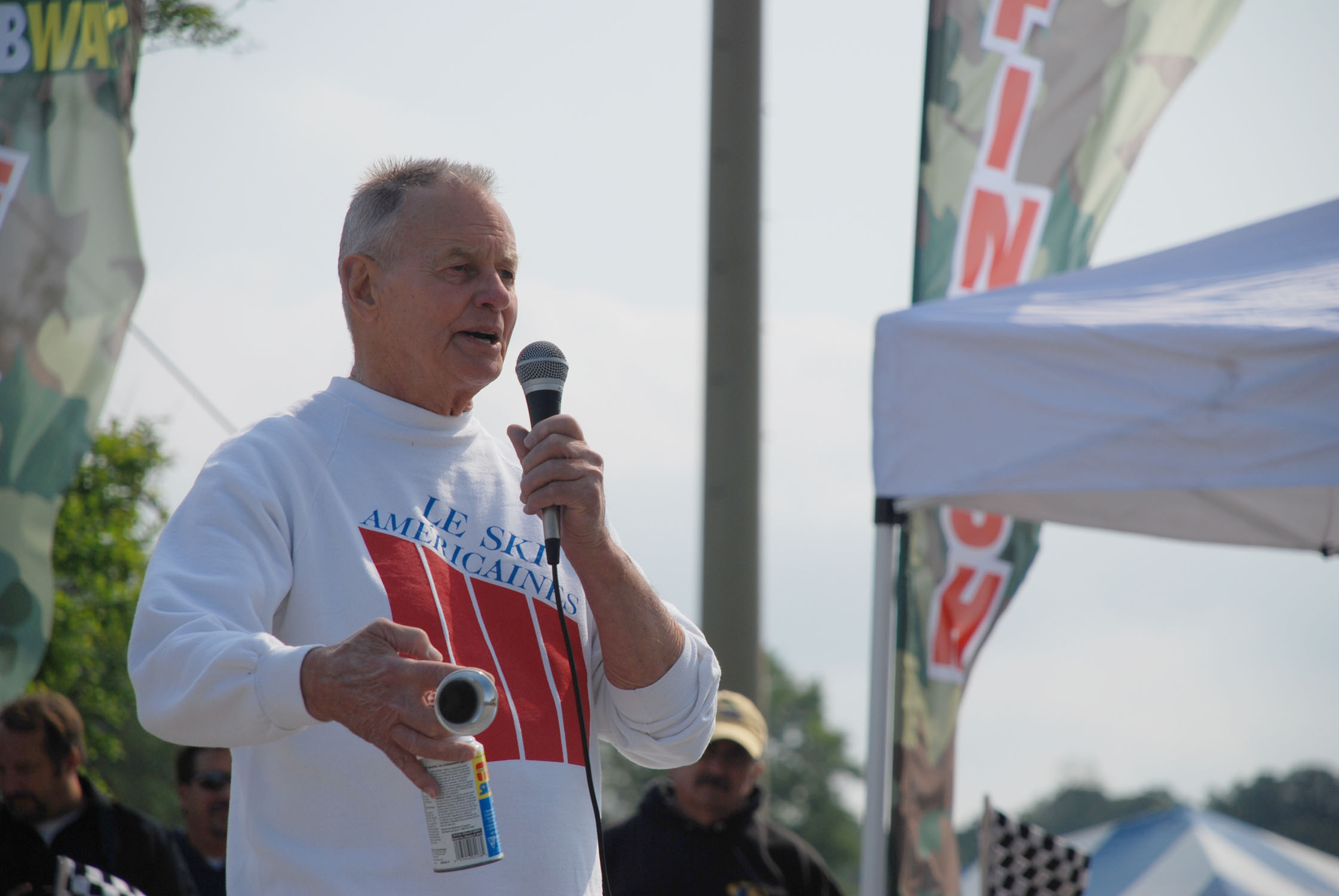
Rudy Boesch dotarł do finałowej trójki

| Uczestnicy                         | Początkowe plemię | Plemię po połączeniu | Status w grze                        | Suma głosów |
| ---------------------------------- | ----------------- | -------------------- | ------------------------------------ | ----------- |
| Sonja Christopher 63, Walnut Creek | Tagi              |                      | 1. wyeliminowana 3. dnia             | 4           |
| B.B. Andersen 64, Mission Hills    | Pagong            |                      | 2. wyeliminowany 6. dnia             | 6           |
| Stacey Stillman 27, San Francisco  | Tagi              |                      | 3. wyeliminowana 9. dnia             | 6           |
| Ramona Gray 29, Edison             | Pagong            |                      | 4. wyeliminowana 12. dnia            | 6           |
| Dirk Been 23, Spring Green         | Tagi              |                      | 5. wyeliminowany 15. dnia            | 4           |
| Joel Klug 27, Sherwood             | Pagong            |                      | 6. wyeliminowana 18. dnia            | 4           |
| Gretchen Cordy 38, Clarksville     | Pagong            | Rattana              | 7. wyeliminowana 21. dnia            | 4           |
| Greg Buis 24, Gold Hill            | Pagong            | Rattana              | 8. wyeliminowany 1. sędzia 24. dnia  | 6           |
| Jenna Lewis 22, Franklin           | Pagong            | Rattana              | 9. wyeliminowana 2. sędzia 27. dnia  | 11          |
| Gervase Peterson 30, Willingboro   | Pagong            | Rattana              | 10. wyeliminowany 3. sędzia 30. dnia | 6           |
| Colleen Haskell 23, Miami          | Pagong            | Rattana              | 11. wyeliminowana 4. sędzia 33. dnia | 7           |
| Sean Kenniff 30, Brooklyn          | Tagi              | Rattana              | 12. wyeliminowany 5. sędzia 36. dnia | 9           |
| Susan Hawk 38, Palmyra             | Tagi              | Rattana              | 13. wyeliminowana 6. sędzia 37. dnia | 7           |
| Rudy Boesch 72, Richmond           | Tagi              | Rattana              | 14. wyeliminowana 7. sędzia 38. dnia | 8           |
| Kelly Wiglesworth 22, Las Vegas    | Tagi              | Rattana              | Zdobywczyni II miejsca               | 0           |
| Richard Hatch 39, Newport          | Tagi              | Rattana              | Zwycięzca                            | 6           |

Suma głosów jest liczbą głosów, jaką otrzymali uczestnicy podczas wszystkich Rad Plemienia, w których mogli zostać wyeliminowani z programu. Nie są w to wliczane głosy otrzymane podczas Finałowej Rady Plemienia.

## Odcinki

### Odcinek 1: „The Marooning”
- Konkurs o nagrodę i immunitet: Plemiona muszą dopłynąć do tratwy umieszczonej na wodzie i zapalić swoje pochodnie. Następnie wrócić nią na brzeg, przenieść w pobliże dużego posągu i zapalić czarkę. W czasie przenoszenia tratwy żadna z pochodni nie może zgasnąć. Plemię, które zrobi to jako pierwsze wygrywa.
  - Nagroda: Płaszcze przeciwdeszczowe.

Szesnaście osób zaczęło przygodę życia. Podzieleni na dwa plemiona – Pagong i Tagi rozpoczęli walkę z rywalami i dziką przyrodą. Pierwsze zadanie obu ekip polega na założeniu obozu, rozpaleniu ognia i zdobyciu pożywienia. W plemieniu Tagi, inicjatywę przejmuje Rudy, który zaczyna wydawać polecenia innym. Pomimo tego, nikt nie wie od czego zacząć i dopiero wskazówki Richarda pomagają opanować chaos w grupie. Z kolei w Pagong przywództwo obejmuje B.B. W czasie kiedy jego grupa stara się zbudować schronienie, Colleen i Greg udają się na samotną wędrówkę po okolicy. W obozie Tagi, ciągłe uwagi Rudy’ego drażnią Stacey, która postanawia się go pozbyć. Pierwszy konkurs o immunitet wygrywa plemię Pagong. Podczas Rady Plemienia przegłosowane zostaje odejście Sonji, przez którą grupa Tagi przegrała konkurs.

### Odcinek 2: „The Generation Gap”
- Konkurs o immunitet: Każdy uczestnik musi zjeść żywą larwę chrząszcza. Jeśli ktoś odmówi jego plemię automatycznie przegra.

W Pagong docenione zostają zasługi B.B. dla grupy, który jest coraz bardziej lubiany. W Tagi, Richard ujawnia, że jest gejem, ale nie mówi tego Rudy’emu, gdyż boi się, że ten nie będzie chciał się z nim przyjaźnić. Następnego dnia B.B. jest sfrustrowany widząc jak leniwe jest jego plemię, przez co popada w konflikt z innymi. Na dodatek Ramona zaczyna chorować. W konkursie o immunitet, każdy członek plemienia musi zjeść żywą larwę chrząszcza. Ponieważ obie grupy wykonują zadanie dochodzi do dogrywki, w której Stacey pokonuje Gervase i szybciej zjada dwie larwy. Zwycięskie plemię Tagi dziękuje Stacey, a Pagong udają się na swoją pierwszą Radę Plemienia, na której z gry odpada skonfliktowany B.B.

### Odcinek 3: „Quest for Food”
- Konkurs o nagrodę: Zawodnicy muszą przepłynąć przez podwodną rurę do zatopionej skrzyni ze skarbem. Kiedy wszyscy to zrobią mogą zanurkować i wyciągnąć ją na brzeg. Plemię, które zrobi to pierwsze wygrywa.
  - Nagroda: Sprzęt do połowu ryb.
- Konkurs o immunitet: Każde grupa musi zbudować nosze, pobiec do lasu, w którym przebywa jeden z ich członków, a następnie przenieść go na plażę, do namiotu pierwszej pomocy.

W plemieniu Tagi, Stacey nadal chce się pozbyć Rudy’ego, więc usiłuje zawiązać sojusz kobiet, ale niechętna jest temu Susan. W Pagong, Greg i Colleen znajdują duży, błotnisty dół czym sprawiają dużą radość swojej grupie. Udaje im się również złapać szczura, którego po upieczeniu zjadają, łącznie z niezdecydowanym Gervase’em i Ramoną. W konkursie o nagrodę lepsze okazuje się plemię Tagi, które otrzymuje sprzęt do połowy ryb. Dobry nastrój psuje jedynie Dirk, który drażni każdego swoim czytaniem Biblii. W konkursie o immunitet górą jest plemię Pagong. Podczas Rady Plemienia przegłosowana zostaje Stacey, którą wielu uważa za najsłabszą.

### Odcinek 4: „Too Little, Too Late?”
- Konkurs o nagrodę: Zadaniem zawodników jest zrobienie znaku S.O.S., który będzie najlepiej widoczny z samolotu.
  - Nagroda: Hamaki, ręczniki i poduszki, plus jedna dodatkowa rzecz wybrana przez każde plemię.
- Konkurs o immunitet: Każda z grup musi wykonać pięcioczęściowe zadanie. Pierwsza osoba płynie do boi, nurkuje i wyławia z wody butelkę z mapą. Druga biegnie przez ruchomy most do dwóch innych osób czekających przy łodzi. Po otrzymaniu butelki płyną wzdłuż brzegu do kolejnego zawodnika, który rozbija ją, sprawdza mapę i biegnie do dżungli szukać sznurowej drabinki z kluczem. Ostatnia dwójka musi zlokalizować zakopaną skrzynie, wydobyć ją i przynieść na linię startu z kluczem w zamku. Plemię, które pierwsze wykona zadanie wygrywa.

W plemieniu Pagong, Ramona powraca do zdrowia i zaczyna pracować, by pokazać reszcie grupy, że jest silna. Jednakże Jenna ostrzega ją, że może być już dla niej za późno. W Tagi, Sean i Dirk usiłują łowić ryby, ale szczęście im nie dopisuje. Po bezowocnych próbach Sean postanawia zbudować kręgielnię. Z kolei Richard, Kelly, Rudy i Susan zawiązują sojusz. Podczas konkursu o imunitet Gervase ma problem w czasie sprintu przez dżunglę, przez co jego plemię przegrywa. Na Radzie Plemienia odpada Ramona.

### Odcinek 5: „Pulling Your Own Weight”
- Konkurs o nagrodę: Każde z plemion wybiera trzy osoby, które będą strzelały do celu z różnych rzeczy. Pierwsza otrzymuje broń, druga procę, a trzecia włócznię.
  - Nagroda: Owoce i kurczaki.
- Konkurs o immunitet: Jedna osoba z każdego plemienia wiosłuje łódką wokół boi i zabiera inne osoby czekające w wodzie. Grupa, która pierwsza zbierze wszystkich swoich członków i dopłynie na brzeg wygrywa.

W Tagi, Dirk i Sean nadal bezskutecznie usiłują łowić ryby, zamiast pomagać w obozie. Susan mówi im, że tracą tylko czas i narażają się innym swoją bezczynnością. W Pagong panuje przygnębiająca atmosfera po kolejnej przegranej, jednak w konkursie o nagrodę szczęście im dopisuje i dzięki Joelowi wygrywają kurczaki oraz owoce. Dirk i Sean zaczynają w końcu pomagać w obozie, ale większość osób i tak uważa ich za odludków. Pagong decydują, że pozostawią kurczaki przy życiu, żeby niosły im jajka. W konkursie o immunitet lepsze okazuje się plemię Pagong, które wygrywa dzięki Gervase’owi. Zawiedzeni członkowie Tagi obwiniają Kelly o przegraną, ale na Radzie Plemienia przegłosowany zostaje Dirk.

### Odcinek 6: „Udder Revenge”
- Konkurs o nagrodę: Plemiona ścigają się do baraku, w którym znajdują się trzy przedmioty (otwieracz do konserw, nóż i wojskowy hełm). Grupa, która pierwsza przyniesie wszystkie rzeczy na linię startu wygrywa.
  - Nagroda: Konserwy i czekolada
- Konkurs o immunitet: Zadanie polega na pokonaniu wojskowego toru przeszkód. Dwie osoby z każdej grupy muszą przebiec przez pierwszą część toru, na końcu którego czeka dwóch innych zawodników. Ci muszą rozwiązać łamigłówkę i pobiec na metę.

Każde z plemion zastanawia się jak będzie wyglądało połączenie. Tagi obawiają się, że zostaną przewyższeni liczebnie przez rywali. Podobnie uważa Joel z Pagong, który wierzy w przewagę swojego plemienia. Colleen uważa go za idiotę, ponieważ zanim dojdzie do połączenia, wiele może się jeszcze zmienić. Z kolei Gervase naraża się kobietom mówiąc, że są głupsze od krowy. W Tagi, Richard zaczyna chodzić nago po obozie, czym wprowadza w zakłopotanie pozostałych. Podczas konkursu o nagrodę przypadkowo popełnia błąd, który kosztuje jego grupę zwycięstwo. Tymczasem w Pagong, Gervase próbuje utworzyć z Joel’em sojusz przeciwko kobietom, które chcą się ich pozbyć. Po zwycięstwie Tagi w konkursie o immunitet, kobiety z Pagong przekonują Grega do usunięcia Joela.

### Odcinek 7: „The Merger”
- Konkurs o immunitet: Zawodnicy muszą wstrzymać oddech i jak najdłużej wytrzymać pod wodą. Trzy najlepsze osoby przechodzą do drugiego etapu, w którym muszą uwolnić boje przywiązane do podwodnej drabiny. Osoba, która pierwsza wypuści wszystkie boje zdobywa immunitet.

Ponieważ zbliża się połączenie plemion, jedna osoba z każdej grupy udaje się na wizytację do obozu przeciwników. Jenna odwiedza obóz Tagi, a Sean Pagong. Następnie oboje spotykają się w neutralnym miejscu, żeby zdecydować, gdzie zamieszkają obie grupy i jak nazwą nowe plemię. Otrzymują też jedzenie, wino i wygodne łóżka z baldachimem. Nazajutrz podejmują decyzję, że zamieszkają w obozie Tagi, a plemię nazwą Rattana. Wkrótce wszyscy świętują połączenie, z wyjątkiem Rudy’ego, który jest poirytowany większą liczbą osób w obozie. W pierwszym indywidualnym konkursie zwycięża Greg, który po zaciętej walce pokonuje Seana. Pomimo wyrównanej liczby głosów obu plemion, na Radzie Plemienia przegłosowana zostaje Gretchen, którą Tagi uznają za liderkę Pagong. Z kolei Pagong, zamiast głosować wspólnie zaprzepaścili swoje głosy oddając je na różne osoby.

### Odcinek 8: „Thy Name Is Duplicity”
- Konkurs o nagrodę: Każda osoba strzela do celu z łuku. Ta, która trafi najdokładniej wygrywa.
  - Nagroda: Film z domu oraz możliwość jego nagrania dla rodziny.
- Konkurs o immunitet: Każda osoba zostaje połączona ze sznurem biegnącym wzdłuż sześciu ponumerowanych punktów, z których musi zabrać kolorowy proporzec. Po zebraniu wszystkich może przekroczyć linię mety.

Wśród członków dawnego Pagong panuje przygnębienie po przegłosowaniu przez Tagi ich przywódczyni. Z kolei Richard zaczyna się niepokoić tym, że ktoś na niego zagłosował podczas Rady Plemienia. Podczas konkursu o nagrodę Jeff pokazuje każdemu (z wyjątkiem Jenny, której film nie dotarł) jednominutowy zwiastun nagrody, jaką jest nagranie wideo z domu. Ponieważ konkurs wygrywa Greg, może on w całości zobaczyć nagranie od siostry i wysłać jej własne. Sfrustrowana Jenna zamiast oglądać z pozostałymi film Grega ćwiczy strzelanie z łuku. Wkrótce wielu dostrzega, że Richard lubi Grega za jego uczciwą grę. W konkursie o immunitet najlepszy okazuje się Gervase. Na Radzie Plemienia Tagi postanawiają pozbyć się Grega, gdyż obawiają się jego fizycznej przewagi w konkursach i manipulacyjnych zdolności.

### Odcinek 9: „Old and New Bonds”
- Konkurs o nagrodę: Zawodnicy poruszają się po szesnastobocznym, sznurowym polu. Na każdym z boków znajduje się medalion z numerem zawodnika. Pierwsza osoba, która zbierze wszystkie medaliony wygrywa.
  - Nagroda: Jedzenie z grilla oraz listy z domu.
- Konkurs o immunitet: Uczestnicy stają na polu złożonym z kwadratowych płyt i po kolei się ruszają. Po każdym ruchu odwracają kwadrat, na którym już stali. Ostatnia osoba, która wciąż będzie miała swobodę ruchu wygrywa.

Kiedy Richardowi udaje się złowić ryby, wiele osób zaczyna doceniać jego umiejętności. Jednak Rudy, który miał zająć się ich przyrządzeniem nie dopilnował odpowiednio ognia i ryby nie zdążyły się ugotować, przez co wiele z nich zmarnowano. Podczas konkursu o nagrodę, w którym do wygrania są m.in. listy z domu, na zwycięstwo bardzo liczy Jenna, która w poprzednim konkursie nie otrzymała nagrania od rodziny. Jednak najlepsza okazuje się Colleen, która ledwo pokonuje Kelly. Ponieważ otrzymuje możliwość podzielenia się nagrodą, bez wahania wskazuje Jennę. Po konkursie Richard zaczyna świętować swoje trzydzieste dziewiąte urodziny chodząc nago po obozie, co zaczyna irytować wiele osób, zwłaszcza Colleen i Jennę. W konkursie o immunitet zwycięża Rudy. Przed Radą Plemienia Tagi postanawiają wykorzystać „alfabetyczną strategię” Seana, wiedząc, że następna w jego hierarchii do usunięcia jest Jenna. Ponieważ nie był on w żadnym sojuszu uważał, że ta strategia głosowania jest najuczciwsza, ale nie wiedział, że Tagi postanowią to wykorzystać.

### Odcinek 10: „Crack In the Alliance”
- Konkurs o nagrodę: Zadaniem uczestników jest przejście z jednego końca balansującej belki na drugi. Osoba, która zrobi to jako pierwsza i nie spadnie wygrywa.
  - Nagroda: Kawałek pizzy oraz telefon do domu.
- Konkurs o immunitet: Zawodnicy muszą w ciągu kilku minut zebrać drewno na rozpałkę i ułożyć z niego stos. Następnie wziąć swoją pochodnię i podpłynąć do platformy, żeby ją zapalić, po czym z ogniem wrócić na brzeg i podpalić swój stos. Osoba, której ognisko najszybciej przepali sznur wygrywa.

Po odejściu Jenny wiele osób czuje ulgę, gdyż jej drażliwa osobowość nieraz działała innym na nerwy. Wszyscy wiedzieli też, że Sean na nią głosował, w przeciwieństwie do Kelly, która wyłamała się swoim sojusznikom z Tagi. Ci czując się zdradzeni zaczęli rozważać zastąpienie jej Seanem, który mógłby być bardziej wartościowy. W poczcie drzewnej zaskoczeni uczestnicy znajdują cygara oraz wiadomość o narodzinach syna Gervasea. W konkursie o nagrodę Gervase minimalnie pokonuje Richarda, dzięki czemu w nagrodę może zadzwonić do swojej rodziny i zapytać jak się miewa dziecko. Dzieli się też z innymi pizzą. Konkurs o immunitet z łatwością wygrywa Richard. Jego sojusznicy uznają, że należy wyeliminować Gervasea, który w konkursach jest groźniejszym przeciwnikiem niż Colleen.

### Odcinek 11: „Long Hard Days”
- Konkurs o nagrodę: Zawodnicy odpowiadają na pytania dotyczące Borneo. Osoba, która udzieli najwięcej poprawnych odpowiedzi wygrywa.
  - Nagroda: Wycieczka jachtem oraz karta Visa.
- Konkurs o immunitet: Uczestnicy stają obok siebie na pięciu deskach. Co pewien czas jedna z nich jest odejmowana. Osoba, która utrzyma się najdłużej na ostatniej desce wygrywa.

W sojuszu Tagi zaczynają się zgrzyty z powody Kelly, która ciągle plotkuje z Colleen należącą do Pagong. Sean wygrywa konkurs o nagrodę i wspólnie z Kelly udaje się na wycieczkę jachtem, na którym ze niespodziewanie spotyka swojego tatę. Później zabiera go również do obozu, żeby poznał innych współplemieńców. Rich jest poirytowany tym, że Sean nie wybrał jego, tylko Kelly. Colleen obawiając się wyniku głosowania, bardzo chce zdobyć nietykalność podczas konkursu. Nie wie jednak, że Tagi postanowili pozbyć się nie jej, a Kelly, którą uznali za nielojalną. Przypadek jednak sprawia, że to właśnie Kelly wygrywa immunitet. W tej sytuacji sojusz Tagi postanawia usunąć z gry Colleen, która jest ostatnim członkiem plemienia Pagong.

### Odcinek 12: „Death of an Alliance”
- Konkurs o nagrodę: Zawodnicy muszą wskoczyć do błotnistego dołu i w ciągu pięciu minut nanieść na siebie taką ilość błota jaką zdołają. Następnie wrócić i całe błoto zeskrobać do wiadra. Nie mogą go jednak nosić w rękach. Wygrywa osoba, której wiadro będzie najcięższe.
  - Nagroda: Zimne piwo oraz możliwość zobaczenia pierwszych pięciu minut tego sezonu.
- Konkurs o immunitet: „Survivor Witch Project”: Jeff opowiada zawodnikom ludową historię z Borneo. Po jej wysłuchaniu wszyscy udają się do lasu, gdzie umieszczono maski z pytaniami. Pierwsza osoba, która zbierze wszystkie maski i poprawnie odpowie na pytania wygrywa.

Po odejściu Colleen w obozie pozostali już tylko członkowie Tagi, którzy coraz mniej sobie ufają. Zwłaszcza Kelly i Sean czują się wyobcowani i zagrożeni wykluczeniem. Nastrój w obozie zaognia się jeszcze bardziej, kiedy Kelly i Sue wdają się w ostrą awanturę o swój sojusz i ostatnie głosowanie. Rich próbuje załagodzić spór, jednak przyznaje, że ta kłótnia działa na jego korzyść. Następnego dnia wszyscy opowiadają o tym, jak bardzo tęsknią za domem. W konkursie o nagrodę Kelly minimalnie pokonuje Sue, dzięki czemu jako pierwsza może zobaczyć pierwsze pięć minut programu. Po powrocie do obozu na nowo wybucha między nimi dyskusja. W końcu zgadzają się zachowywać wobec siebie uprzejmie, chociaż Sue mówi, że nie chce jej w finałowej trójce. Również Sean czuje się zagrożony i postanawia za wszelką cenę zdobyć immunitet, jednak trzeci raz z rzędu wygrywa go Kelly. W tej sytuacji odpada niebędący w żadnym sojuszu Sean.

### Odcinek 13: „Season Finale”
- Pierwszy konkurs o immunitet: Zawodnicy odpowiadają na pytania dotyczące sędziów. Ten kto udzieli najwięcej poprawnych odpowiedzi wygrywa.

Kilka dni przed finałem wszyscy w obozie zastanawiają się, jak ich gra została odebrana przez innych. Kelly mówi, że była zestresowana i czuła się jak wyrzutek, gdyż nie była bezpieczna, ale teraz zamierza zrobić coś dla siebie. Tymczasem Rich, Rudy i Sue planują jej eliminację, ale ich plany krzyżuje kolejna wygrana Kelly w konkursie o immunitet. Podczas Rady Plemienia dochodzi do remisu pomiędzy Sue i Richardem, więc ponownie głosują jedynie Rudy i Kelly. Ponieważ Kelly postanawia zmienić swój głos, to Sue odpada z gry.
- Drugi konkurs o immunitet: Każdy członek plemienia staje na małym palu i dotyka stojącego na środku symbolu nietykalności. Osoba, która wytrwa najdłużej wygrywa.

Dzień przed finałem uczestnicy zostają bardzo wcześnie obudzeni przez Jeffa, który mówi im, żeby przygotowali się do ostatniego konkursu o immunitet oraz długiej podróży łodzią, która będzie ich rytuałem przejścia. W czasie kilkugodzinnego konkursu o immunitet, Rich oświadcza, że nie pokona Kelly i dobrowolnie się poddaje. Po ponad czterech godzinach Rudy popełnia przypadkowy błąd, który kosztuje go nietykalność i miejsce w finale, ponieważ Kelly postanowiła wybrać Richa uważając, że ma z nim większe szanse na wygraną.
Ostatniego dnia, finaliści programu – Richard i Kelly – żegnają się z obozem i wyruszają na decydującą Radę Plemienia, by stanąć przed siedmiorgiem sędziów, którzy do niedawna byli ich rywalami. Po pytaniach i przemowach, w tym słynnej mowie Sue o „szczurze i wężu” dochodzi do głosowania, którego zwycięzcą zostaje Rich. (Głosy 4-3)

## Przebieg głosowań
|                | Początkowe plemiona | Początkowe plemiona | Początkowe plemiona | Początkowe plemiona | Początkowe plemiona | Początkowe plemiona | Połączone plemię    | Połączone plemię | Połączone plemię | Połączone plemię   | Połączone plemię  | Połączone plemię | Połączone plemię | Połączone plemię | Połączone plemię |
| -------------- | ------------------- | ------------------- | ------------------- | ------------------- | ------------------- | ------------------- | ------------------- | ---------------- | ---------------- | ------------------ | ----------------- | ---------------- | ---------------- | ---------------- | ---------------- |
| Odcinek #:     | 1                   | 2                   | 3                   | 4                   | 5                   | 6                   | 7                   | 8                | 9                | 10                 | 11                | 12               | Finał            | Finał            | Finał            |
| Wyeliminowani: | Sonja 4/8 głosy     | B.B. 6/8 głosów     | Stacey 5/7 głosów   | Ramona 4/7 głosy    | Dirk 4/6 głosy      | Joel 4/6 głosy      | Gretchen 4/10 głosy | Greg 6/9 głosów  | Jenna 4/8 głosy  | Gervase 5/7 głosów | Colleen 4/6 głosy | Sean 4/5 głosy   | Remis            | Susan 2/2 głosy  | Rudy 1 głos      |
| Głosujący      | Głosy               | Głosy               | Głosy               | Głosy               | Głosy               | Głosy               | Głosy               | Głosy            | Głosy            | Głosy              | Głosy             | Głosy            | Głosy            | Głosy            | Głosy            |
| Richard        | Stacey              |                     | Stacey              |                     | Dirk                |                     | Gretchen            | Greg             | Jenna            | Gervase            | Colleen           | Sean             | Susan            |                  |                  |
| Kelly          | Rudy                |                     | Rudy                |                     | Dirk                |                     | Gretchen            | Greg             | Sean             | Gervase            | Sean              | Sean             | Richard          | Susan            | Rudy             |
| Rudy           | Sonja               |                     | Stacey              |                     | Dirk                |                     | Gretchen            | Greg             | Jenna            | Gervase            | Colleen           | Sean             | Susan            | Susan            |                  |
| Susan          | Sonja               |                     | Stacey              |                     | Dirk                |                     | Gretchen            | Greg             | Jenna            | Gervase            | Colleen           | Sean             | Richard          |                  |                  |
| Sean           | Sonja               |                     | Stacey              |                     | Rudy                |                     | Colleen             | Greg             | Jenna            | Gervase            | Colleen           | Susan            |                  |                  |                  |
| Colleen        |                     | B.B.                |                     | Ramona              |                     | Joel                | Richard             | Jenna            | Richard          | Sean               | Sean              |                  |                  |                  |                  |
| Gervase        |                     | B.B.                |                     | Colleen             |                     | Jenna               | Susan               | Jenna            | Richard          | Sean               |                   |                  |                  |                  |                  |
| Jenna          |                     | B.B.                |                     | Ramona              |                     | Joel                | Gervase             | Greg             | Richard          |                    |                   |                  |                  |                  |                  |
| Greg           |                     | Ramona              |                     | Jenna               |                     | Joel                | Jenna               | Jenna            |                  |                    |                   |                  |                  |                  |                  |
| Gretchen       |                     | B.B.                |                     | Ramona              |                     | Joel                | Rudy                |                  |                  |                    |                   |                  |                  |                  |                  |
| Joel           |                     | B.B.                |                     | Ramona              |                     | Jenna               |                     |                  |                  |                    |                   |                  |                  |                  |                  |
| Dirk           | Sonja               |                     | Stacey              |                     | Susan               |                     |                     |                  |                  |                    |                   |                  |                  |                  |                  |
| Ramona         |                     | B.B.                |                     | Colleen             |                     |                     |                     |                  |                  |                    |                   |                  |                  |                  |                  |
| Stacey         | Rudy                |                     | Rudy                |                     |                     |                     |                     |                  |                  |                    |                   |                  |                  |                  |                  |
| B.B.           |                     | Ramona              |                     |                     |                     |                     |                     |                  |                  |                    |                   |                  |                  |                  |                  |
| Sonja          | Rudy                |                     |                     |                     |                     |                     |                     |                  |                  |                    |                   |                  |                  |                  |                  |

| Głosy sędziów | Głosy sędziów   | Głosy sędziów     |
| ------------- | --------------- | ----------------- |
| Finaliści:    | Kelly 3/7 głosy | Richard 4/7 głosy |
| Sędzia        | Głosy           | Głosy             |
| Rudy          |                 | Richard           |
| Susan         |                 | Richard           |
| Sean          |                 | Richard           |
| Colleen       | Kelly           |                   |
| Gervase       | Kelly           |                   |
| Jenna         | Kelly           |                   |
| Greg          |                 | Richard           |

## Produkcja
W 1998 r. telewizja CBS poszukując nowego formatu zaproponowała Markowi Burnett’owi, żeby przedstawił swój pomysł na program typu reality show. Jego idea opierała się na szwedzkim programie Ekspedycja Robinson i przewidywała umieszczenie szesnastu ludzi na bezludnej wyspie u wybrzeży Borneo. Ich codzienne zmagania miało rejestrować dziesięć kamer, a co trzy dni miała się odbywać Rada Plemienia, po której jedna z osób opuszczałaby wyspę. Zawodnik, który by przetrwał do końca otrzymałby milion dolarów.
Ponieważ pomysł spodobał się producentom, w październiku 1999 r. stacja rozpoczęła castingi. Do programu zgłosiło się ponad sześć tysięcy chętnych, spośród których wybrano czterdzieści osiem osób. Wszyscy zostali poddani fizycznym oraz psychologicznym ocenom, po których producenci wybrali finałową szesnastkę oraz dwie dodatkowe osoby, które miały pełnić role zastępców.
W czasie, kiedy zawodnicy czekali na rozpoczęcie gry, ekipa programu przygotowywała wyspę do zmagań konkursowych, usuwała szkodliwe elementy oraz sprawdzała miejsca, w których mogą występować niebezpieczne zwierzęta. Trzy tygodnie przed programem na miejsce przybyli operatorzy, którzy rozpoczęli zdjęcia próbne. Z kolei po drugiej stronie wyspy od miejsca ulokowania zawodników, powstały kwatery dla producentów i członków ekipy filmowej. Były to tradycyjne przyczepy z bieżącą wodą, telewizją oraz telefonem.
7 marca 2000 r. uczestnicy przybyli z Los Angeles do Kota Kinabalu w Malezji. Stamtąd zostali przetransportowani łodziami na wyspę Pulau Tiga. Do czasu wejścia na łodzie nie wolno im było ze sobą rozmawiać. Następnie każda z grup zamieszkała na swojej plaży otoczona dzikimi zwierzętami i 32 km² tropikalnego lasu.

## Ranking
Program ze średnią oglądalnością 28,3 miliona widzów, okazał się hitem letniego sezonu w USA.
| Odcinek                   | Data emisji     | Ocena/Udziały 18–49 | Oglądalność (w milionach) |
| ------------------------- | --------------- | ------------------- | ------------------------- |
| "The Marooning"           | May 31, 2000    | 6.1/20              | 15.51                     |
| "The Generation Gap"      | June 7, 2000    | 7.5/25              | 18.10                     |
| "Quest For Food"          | June 14, 2000   | 9.4/29              | 23.25                     |
| "Too Little Too Late?"    | June 21, 2000   | 9.8/33              | 24.20                     |
| "Pulling Your Own Weight" | June 28, 2000   | 9.6/31              | 23.98                     |
| "Udder Revenge"           | July 5, 2000    | 10.6/33             | 24.50                     |
| "The Merger"              | July 12, 2000   | 10.4/34             | 24.50                     |
| "Thy Name is Duplicity"   | July 19, 2000   | 11.4/35             | 26.15                     |
| "Old and New Bonds"       | July 26, 2000   | 11.9/36             | 27.18                     |
| "Crack in the Alliance"   | August 2, 2000  | 11.9/38             | 27.41                     |
| "Long Hard Days"          | August 9, 2000  | 12.1/38             | 28.00                     |
| "Death of the Alliance"   | August 16, 2000 | 12.7/38             | 28.67                     |
| "The Final Four"          | August 23, 2000 | 22.8/54             | 51.69                     |